# 넛잡: 땅콩 도둑들
《넛잡: 땅콩 도둑들》(영어: The Nut Job)은 2014년 공개된 하이스트 코미디 애니메이션 영화이다.
2017년 8월 11일 속편 《넛잡 2》가 개봉하였다.

## 줄거리
1959년 10월 가상 마을 오크턴 시티. 리버티 공원에 사는 다람쥐 설리는 겨울을 대비해 동물들이 함께 모아둔 식량을 사고로 불태우면서 공원에서 추방된다.
도시에서 땅콩 가게를 발견한 설리는 이곳을 털 계획을 세우고, 여기에 공원 동물들이 끼어든다. 이들은 모르고 있지만 사실 이 땅콩 가게는 가게 바로 옆에 있는 은행을 털려는 인간 범죄자들이 세운 위장 은신처에 불과하며, 인간 범죄자들은 은행 금고의 현금을 땅콩으로 바꿔치기할 생각이다.

## 목소리 출연
- 윌 아넷 - 다람쥐 설리 역
- 브렌던 프레이저 - 회색 다람쥐 그레이슨 역
- 가브리엘 이글레시아스 - 우드척 지미 역
- 제프 더넘 - 두더지 몰 역
- 리엄 니슨 - 래쿤 래쿤 역
- 캐서린 하이글 - 아메리카붉은다람쥐 앤디 역
- 스티븐 랭 - 퍼시 "킹" 딤플위드 역
- 세라 개던 - 라나 역
- 마이아 루돌프 - 퍼그 프레셔스 역
- 제임스 랭킨 - 핑거스 역
- 조 핑구에이 - 우드척 조니 역
- 어닉 어본소인 - 우드척 제이미 역
- 쥘리 르미외 - 걸 스카우트 역
- 로버트 팅클러 - 랫 레드라인 / 쥐 버디 역
- 제임스 키 - 쥐 / 무장한 경비 역
- 스콧 매코드 - 경찰관 역
- 케이티 그리핀 - 공원 비둘기 역

## 우리말 녹음
- 엄상현 - 설리 역
- 박지윤 - 앤디 역
- 유해무 - 래쿤 역
- 변영희 - 그레이슨 역
- 싸이 - 엔딩곡 (특별 출연)